# Hitzewellen in Osteuropa und Sibirien 2021

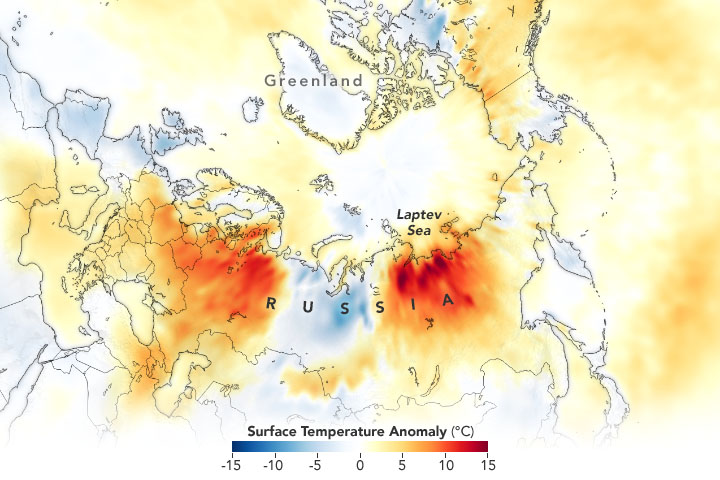
Wärmeanomalie 18. – 25. Juni 2021 der Oberflächentemperaturen (°C) in Sibirien und Osteuropa relativ zu den Jahren 2003–2013, NASA

Teile Sibiriens und Osteuropas wurden im Mai und Juni 2021 von einer Hitzewelle getroffen, die großflächige Waldbrände und Torfbrände
in Sibirien begünstigte.
Russische Behörden meldeten am 14. August 2021 252 Brände auf einer Gesamtfläche von 42.000 Quadratkilometer (zum Vergleich: die Schweiz hat 41.285 km²).
Der russische Präsident Putin nannte das Ausmaß der Naturkatastrophen in seinem Land beispiellos. Russland müsse sich intensiv und systematisch mit Klima- und Umweltfragen auseinandersetzen.

## Hitzewellen

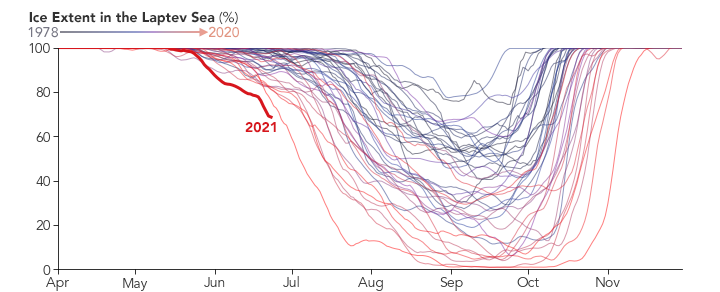
Eisausdehnung in der Laptewsee für 1978 bis Mitte 2021

Teile Russlands und Osteuropas wurden im Mai und Juni 2021 von einer Hitzewelle getroffen. Temperaturen von 20 Grad über dem Durchschnitt trafen Mittel- und Osteuropa, wobei die höchsten Anomalien in Skandinavien und in Teilen des westlichen Russlands auftraten, was einer Atmosphärischen Blockierung zugeschrieben wird. Dabei wird aufsteigende warme Luft durch ein stationäres Hochdruckgebiet wieder nach unten gedrückt, sodass Temperaturen weiter steigen. Zu den Ursachen für das Auftreten von stationären Hochdruckgebieten zählen die sich verschiebenden Muster des Jetstreams infolge der globalen Erwärmung.
Ein zweites von einer Juni-Hitzewelle getroffenes Gebiet lag in Jakutien im Osten Sibiriens, südlich der Laptewsee. Ursache war ein westlich der Region gelegenes Tiefdruckgebiet, das zu starken, warmen Winden aus Südrichtung führte, die kühlende arktische Luft fernhielten. Die Eisausdehnung in der Laptewsee erreichte in der Folge für den Monat Juni einen neuen Negativrekord.
Auch 2010 kam es zu einer Hitzewelle während derer Teile Sibiriens Temperaturen von 15 °C über dem Durchschnitt erreichten und infolgedessen großflächige Wald- und Torfbrände ausbrachen. Die Durchschnittstemperatur in Jakutien ist seit Beginn des 20. Jahrhunderts im Vergleich zu anderen Regionen dieser Welt mehr als doppelt so stark angestiegen.

Russland hat auch mit den Folgen des auftauenden Permafrostbodens zu kämpfen. Die Jakuten, ein indigenes Volk, verlieren ihre Lebensgrundlage.
Auftauender Permafrostboden emittiert das Treibhausgas Methan; dieses und das bei den Bränden freigesetzte CO2 fördern die globale Erwärmung.

## Temperaturrekorde

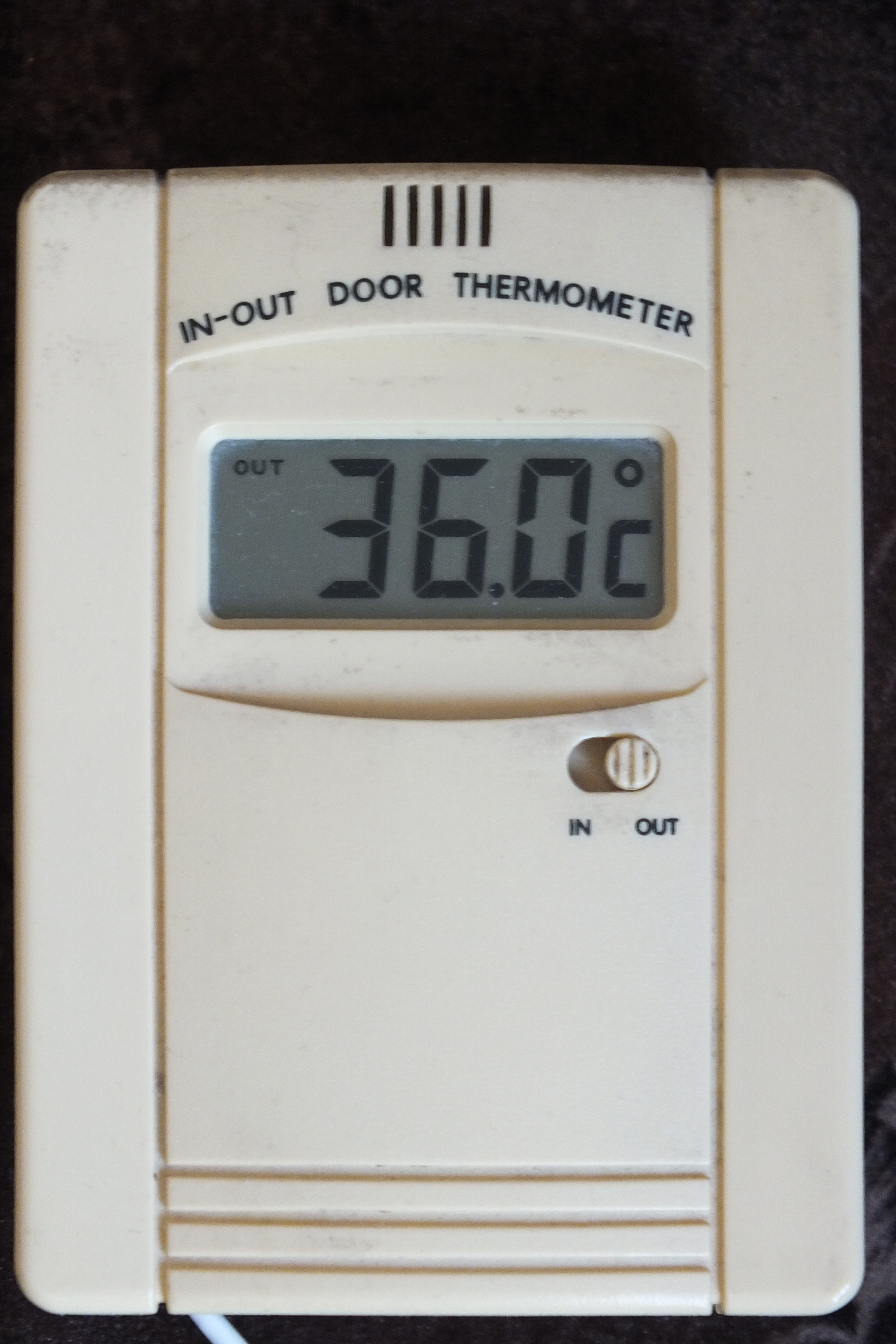
Die Temperaturen in Moskau am 23. Juni, 17:18 UTC+3

Mitte Mai wurden Temperaturen von 32 Grad Celsius in Teilen Zentralrusslands und Sibiriens gemessen, einschließlich der Städte Samara, Jekaterinburg und Tscheljabinsk. Die durchschnittlichen Temperaturen für Mai liegen etwa 10 Grad niedriger. Stellenweise wurden sogar mehr als 40 °C gemessen. Mit 25–30 °C war es an den Küsten der Barentssee mehrere Tage lang heißer als zur gleichen Zeit an den Stränden Italiens und Südfrankreichs.
Im Juni stiegen die Temperaturen im Dorf Nischnjaja Pjoscha nördlich des Polarkreises auf 30 °C. Am 23. Juni erreichten sie 34,8° C in Moskau, 0,1 °C wärmer als der Juni-Temperaturrekord aus dem Jahr 1901. Auch andere russische Städte brachen für den Monat Juni mit bisherigen Temperaturrekorden. So stiegen beispielsweise in der 170 km nordwestlich von Moskau gelegenen Stadt Twer und im weiter südlich gelegenen Woronesch die Temperatur auf 35 °C.
In der finnischen Hauptstadt Helsinki wurde mit 31,7 °C ein neuer Temperaturrekord für Juni aufgestellt und mit 35,7 °C und 34,6 °C wurden in Belarus und Estland die nationalen Juni-Rekorde gebrochen.